# Silberbergwerk Suggental
Das Silberbergwerk Suggental ist ein mittelalterliches Bergwerk im Suggental bei Waldkirch in der Nähe von Freiburg im Breisgau.

## Geologie und Entstehung der Suggentäler Erzlagerstätte

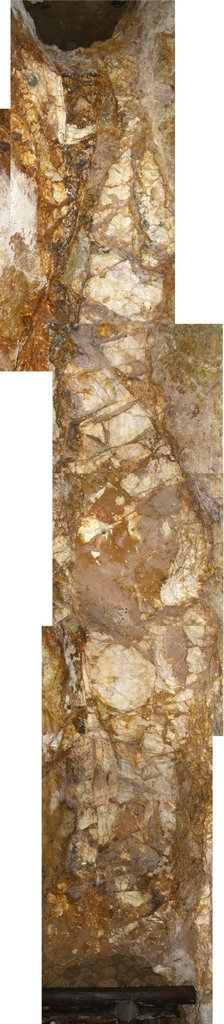
Zusammengesetztes Bild des Haupterzgangs (nach oben fotografiert)

Das Suggental mit seinen Silbererzgruben liegt im Mittleren Schwarzwald im Randbereich der Zentralschwarzwälder Gneismasse. Das Nebengestein der Erzgänge wird von hornblendeführendem Orthogneis gebildet. Mehrere Erzgänge durchlaufen das Tal in Südost–Nordwest-Richtung, diese waren in der Vergangenheit das Ziel der umfangreichen bergbaulichen Aktivitäten. Die östliche Hauptrandverwerfung des Oberrheingrabens, die das Rheintal vom Schwarzwald trennt, verläuft unmittelbar vor dem Eingang ins Tal. Der die Grabenschultern bildende Schwarzwald ist durch weitere Störungen in ein Mosaik von Schollen zerlegt. Das Suggental liegt auf der Kandelscholle, die im Norden von der Elztalstörung begrenzt wird. Die wichtigsten Erzgänge im Suggentaler Revier folgen der Richtung des von Nordwesten nach Südosten verlaufenden Südrands der Kandelscholle.
Die Lagerstätte selbst stellt genetisch eine hydrothermale Ganglagerstätte dar. Heiße, sehr stark mineralhaltige Wässer stiegen entlang von Rissen und Brüchen im Gestein auf und lagerten die gelösten Mineralsalze in Bereichen mit niedriger Temperatur und Chemismus wieder ab. Ermöglicht wurde dieser Aufstieg entlang von Brüchen im Gestein, die als Verwerfungen oder Störungen bezeichnet werden. Diese sind geologisch als dextrale Schrägabschiebungen einzuordnen. Das Suggental ist gekennzeichnet durch eine ganze Störungszone, die von Südosten nach Nordwesten streicht und ungefähr vom Eingang des Suggentals bis hoch zum Luser reicht. Die Tatsache, dass es überhaupt ein Suggental gibt, ist eine direkte Folge dieser Schwächezone der Erdkruste.
Der von der „Bergbauforschungsgruppe Suggental“ untertage freigelegte Schwerspatgang beim Bürliadamshof besitzt im bisher untersuchten Streckenprofil ein mittleres Streichen von 126°. Sein Einfallen ist senkrecht oder steil nach Südwest oder Nordost gerichtet. Von der Mineralführung her kann man ihn als Schwerspat-Quarz-Sulfid-Gang einordnen. Der weiße, im Suggental in sehr reiner Form vorliegende Schwerspat (Baryt), stellt das bei weitem überwiegende Hauptmineral dar. Neben Schwerspat findet sich in den Gängen viel Quarz, überwiegend als sehr harte, amorphe Masse (Hornstein, Chalcedon), aber auch kleinere Kristalle (Bergkristall) treten auf. Als wichtigste Metallerze sind Bleiglanz und Fahlerz, die zumeist feinkörnig und in inniger Verwachsung auftreten, und Kupferkies zu nennen. Sie treten als millimeter- bis zentimeterbreite Schnüre oder in Nestern im Schwerspat auf.
Interessant für die Bergleute des Mittelalters waren nur die Silberträger Fahlerz (Tennantit, ein Kupfer-Eisen-Sulfarsenid) und Bleiglanz (Bleisulfid). Reines Fahlerz enthielt nach von Carato einen Silbergehalt von 57 kg/t, also 5,7 % Ag, massiver Bleiglanz 0,2 kg/t, also gerade einmal 0,02 % Ag.

## Geschichte
Der Bergbau im Suggental blickt auf eine lange Tradition zurück. Während die Anfänge vermutlich bis in römische Zeit zurückreichen, erlebten der Bergbau und das Tal im 13. Jahrhundert seine Blütezeit. Das bergbauliche Interesse galt hauptsächlich den Metallen Silber und Blei, aber auch Kupfer und Eisen wurden im Suggental gewonnen.
Die Suggentäler Gruben galten im 12. und 13. Jahrhundert als die reichsten im Breisgau, und so hieß das Suggental zu dieser Zeit auch Reichenthal. Als das Grubengebäude immer mehr in die Tiefe wuchs, wurden Maßnahmen zur Wasserhaltung notwendig. Wasserräder und damit betriebene Pumpen sollten den Wasserstand in den Gruben regulieren und zusätzlich die Förderung des gebrochenen Materials erleichtern. Um genügend Aufschlagwasser für die Wasserräder zu erhalten, wurde im Jahre 1284 ein Hangwassergraben (der sogenannte „Wuhr-“ oder „Urgraben“) von über 15 km Länge angelegt, der Wässer an der Ost- und Südseite des Kandels sammelte. Die damit herangeführten Wässer wurden im oberen Bereich des Tales in Kunstteichen aufgestaut, um zu jeder Jahreszeit genügend Wasser für den Betrieb der Wasserräder zur Verfügung zu haben.
Während der Blüte des Bergbaus sollen um die 300 Bergleute in dem Tal mit ihren Familien gelebt und gearbeitet haben, und man sagt, eine Katze hätte von der Kirche am oberen Ende des Tals bis ans untere über die Dächer laufen können, so dicht sei es besiedelt gewesen.

### Untergang des Suggentals

#### Geschehen
Eine Sage berichtet, dass durch ein schweres Unwetter gegen Ende des 13. Jahrhunderts (1288, nach anderen Quellen 1298) die Dämme der Rückhaltebecken brachen, und so überschwemmten die in Richtung Elztal herabstürzenden Wassermassen die Gruben schlagartig. Die meisten Bergleute und Bewohner des Tales kamen bei dieser Katastrophe ums Leben, das Tal selbst blieb für lange Zeit unbewohnbar. Der Bergbau sollte nach dieser Verwüstung nie wieder zu alter Blüte finden.

#### Hintergrund
Die Sage beruht auf zwei Ereignissen, die in ihr verschmolzen wurden: Am 14. Juli 1288 gab es in der Tat ein Unwetter, das das Bergwerk verwüstete. Allerdings wurde der Betrieb danach wieder aufgenommen. 1297 überfielen dann Colmarer Truppen die Silbergruben im Glottertal und den benachbarten Tälern (womit das Suggental gemeint sein kann). Dies hatte verheerende Auswirkungen auf den Bergbau, da neben der Zerstörung der Bergwerke wohl auch die Bergleute vertrieben wurden, ohne die ein erneutes Aufwältigen der zerstörten Bergwerke nicht möglich war.

#### Berichte
Das Unwetter als Ursache für einen „Untergang des Suggentals“ erscheint an mehreren Stellen in historischen Dokumenten, wird aber auf unterschiedliche Jahre im 13. Jahrhundert datiert. Auch schwankt die Zahl der Ertrunkenen zwischen 150 und 300 Personen. Die Nachricht über das Unwetter wird Anfang des 19. Jahrhunderts zum ersten Mal gedruckt und basiert auf dem Manuskript von Josephus Isaacus Trantenbach (1777). Bis zu diesem Zeitpunkt wird in historischen Dokumenten das Unglück im Suggental nur knapp und vor allem zur moralischen Ermahnung erwähnt. Außerdem diente es möglicherweise als Propaganda für die Neuinbetriebnahme des Suggentäler Bergwerks, indem man potenziellen Anlegern und Käufern vorspiegeln wollte, dass das Bergwerk damals in voller Blüte überflutet worden und ein Abbau daher noch lohnend sei.
In Trantenbachs Bericht, der auf den ersten Blick als reiche Quelle erscheint, dessen Darstellungen aber weitgehend nicht historisch nachprüfbar sind, erscheinen auch zum ersten Mal die heute noch sichtbaren Pegelstände im Mauerwerk der Sakristei der ehemaligen Bergkirche „Unserer lieben Frau im Suggental“, der heutigen Friedhofskirche. Da ein Aufstauen des Wassers auf diese Höhe aufgrund der Topographie unmöglich ist, sind diese höchstwahrscheinlich auf die Ausblühungen des ständig feuchten Mauerwerkes an einer Baunaht zurückzuführen. Im 18. und 19. Jahrhundert wurde der stets feuchte Untergrund der Kirche beklagt und die Kirche 1835/36 abgebrochen. Die heute sichtbare Marke wurde anlässlich der Restaurierung 1977 nachträglich auf Grundlage der Sage angebracht.
Eine andere Erklärung mag jedoch in einem für den Jahreswechsel 1298/1299 belegten, aus dem Elsass kommenden kriegerischen Einfall liegen, bei dem das Glottertal und benachbarte Täler verwüstet wurden: „… et vallem Glotyri et alias valles pro viribus deleverunt … et res comitis Fryburgensis pro viribus devastare … invaserat, intraverunt et fodinas argenti destruxerunt“ (Colmarer Chroniken).

#### Die Sage vom Untergang des Suggentals
Historisch belegt ist, dass das florierende Tal ab 1276 Sitz der Prinzessin von Schwarzenburg war. Das ursprüngliche „Reichental“ wurde zu dieser Zeit „Paradiestal“ genannt.
Der Sage nach wollte die Prinzessin denjenigen heiraten, der Wasser in ihr Schloss einleite, damit sie ihre Fische in Wasserbecken halten könne. Ein solcher Jüngling fand sich auch, und er erbaute für sie den Urgraben. Zur Hochzeit wurde ein großes Fest veranstaltet, bei dem sowohl die Hofgesellschaft als auch die Dorfbewohner Anstand und Bescheidenheit vergaßen und beispielsweise Brote aushöhlten, um sie als Schuhe zu tragen. Nur der alte Bauer vom Oberen Adamshof am oberen Ende des Suggentals soll das Unwetter vorhergesehen haben. Sein Sohn rettete den betagten Vater auf den hinter dem Hof gelegenen Berg, von wo aus sie dem Untergang des Suggentals beiwohnten. Alle Bewohner bis auf fünf kamen bei dem Unwetter um.
Aufgrund dieser Geschichte wird der Name „Suggental“ auch als „versunkenes Tal“ gedeutet. Namenkundler sind sich heute jedoch einig, dass er vielmehr auf die Erstbesiedlung durch einen Alemannen namens Succo zurückgeht (= „Tal des Suggo“).

### Wiederbelebung im 18. Jahrhundert
Erst in den Jahren 1776–1789 gab es wieder Versuche, den alten Bergbau im Suggental neu zu beleben. Eine Gewerkschaft, der eine Reihe wohlhabender Bürger aus Waldkirch und Umgebung, zum Teil sogar aus Oberschwaben, angehörten, wurde vom Steiger J. Ortlieb und dem Kollnauer Bürger S. Dietz  gegründet und der Josephi–Stollen wieder eröffnet. Durch Misswirtschaft verschuldete sich die Gewerkschaft aber rasch, und so kam der Bergbau um das Jahr 1789 erneut zum Erliegen. Zwar wurden in dieser Zeit auch verschiedene bergmännische Untersuchungen zur Ergiebigkeit der Gruben im Auftrag der obersten vorderösterreichischen Bergbehörde in Tirol durch den Freiherrn von Vernier und den Herrn von Carato unternommen, der Grubenbetrieb in größerem Stile jedoch nicht mehr aufgenommen.

### Erneute Aufnahme des Bergbaus im 20. Jahrhundert
Erst mit dem beginnenden 20. Jahrhundert flammte das Interesse an den Rohstoffen im Suggental erneut auf – diesmal standen allerdings nicht mehr Silber, Blei, Eisen und Kupfer im Vordergrund des Interesses, sondern der hier reichlich und in sehr reiner Form auftretende Baryt (Schwerspat). Zwischen 1910 und 1914 unternahm die Schwarzwälder Barytwerke GmbH Wolfach Explorationsarbeiten, wobei unter dem Namen „Grube Erich“ der St. Anna- und der heute so genannte Matze–Stollen angelegt wurden. Von 1927 bis 1933 wurde der Abbau durch die „Suggentäler Barytwerke“ unter der Leitung des Haslacher Bürgermeisters Leopold Selz betrieben, eine Belegschaft von 15 bis 20 Mann arbeitete noch bis in das Jahr 1938 hinein.
Seit dieser Zeit ruht der Bergbau im Suggental.

## Schaubergwerk

### Aufwältigung

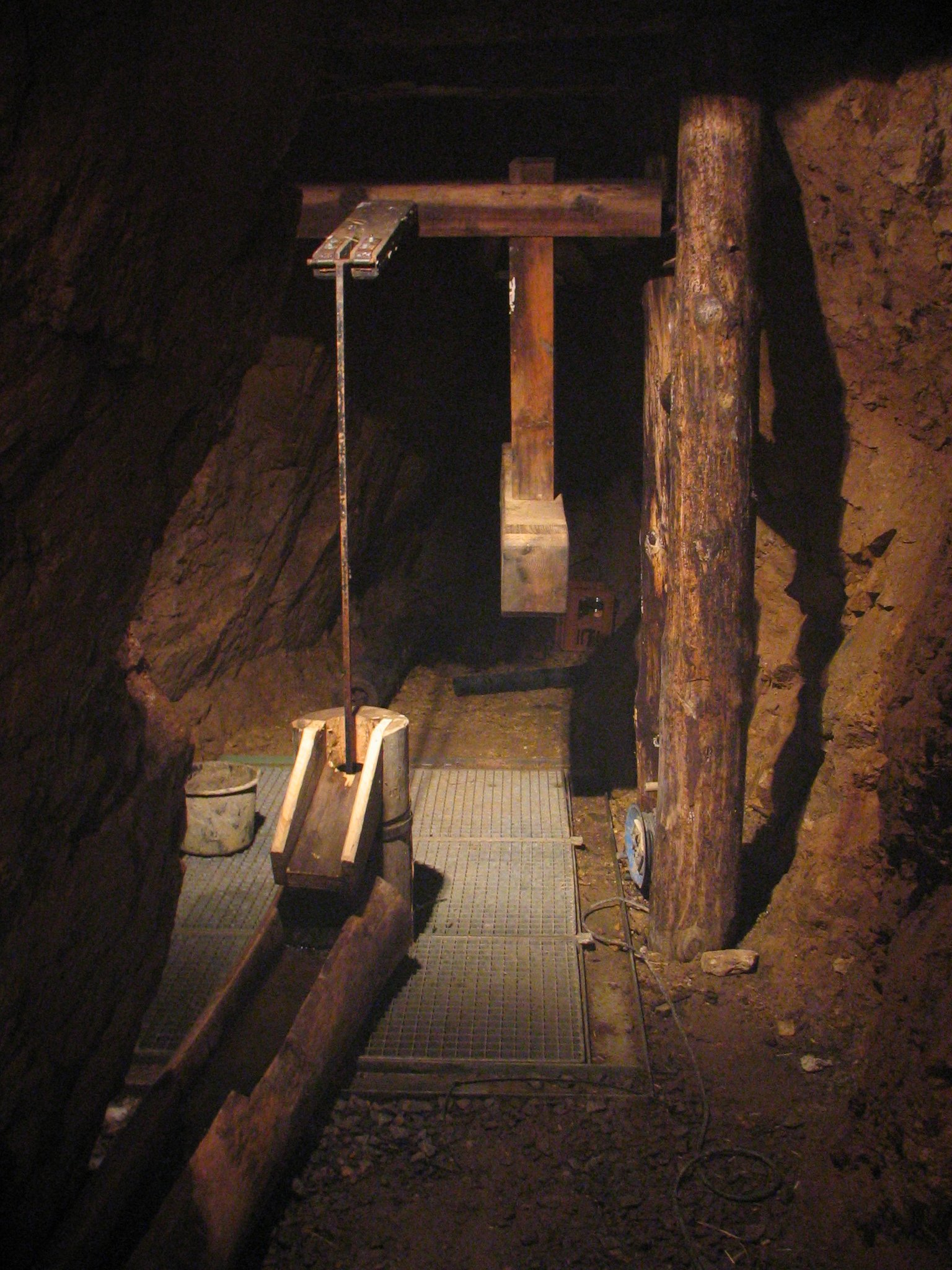
Nachbau einer Pumpenkunst des 16. Jhdts.

Im Jahre 1985 nahm die Fachgruppe Suggental die Arbeit zur Freilegung der alten Gruben im Suggental auf. Im März 1985 wurde mit der Freilegung des St.-Anna–Stollens begonnen, 1987 wurde der ca. 80 m weiter talabwärts gelegene Stollen II (Matzestollen) geöffnet. Über einem Schacht wurde ein Dreibock errichtet, dieses wurde später durch ein einem historischen Vorbild der Grube Gottessegen bei Bleibach nachempfundenes Fördergerüst ersetzt. Das Suggental besitzt damit das einzige Bergwerk im Schwarzwald, das eine Tagschachtförderung mit einem Fördergerüst hat. In den folgenden Jahren wurde die Aufwältigung und aufwendige Sicherung der Grube weiter fortgesetzt, wobei auch Rückschläge wie Tagebrüche, bedingt durch die schwierigen Gebirgsverhältnisse, verkraftet werden mussten. Durch die Öffnung des am Talbach gelegenen Mundloches des St.-Josephi–Stollens im Jahre 1990 wurde ein weiterer Ausgang aus der Grube geschaffen und die Wasserhaltung im Berg stark erleichtert. Dafür wurden bis zum heutigen Tag mehr als 56.000 Arbeitsstunden ehrenamtlich aufgewendet.

### Besucherbetrieb
Seit Juni 2004 hat die Stadt Waldkirch die Schirmherrschaft über die Grube übernommen. Das Silberbergwerk Suggental kann ganzjährig nach vorheriger Anmeldung besichtigt werden. Kinder dürfen ab 12 Jahren die gesamte Grube befahren, jüngeren steht ein etwas kleinerer, gesonderter Grubenbereich zur Besichtigung offen. Das Bergwerk ist auf einer Länge von über 450 m befahrbar, dabei wird ein Höhenunterschied von ca. 45 m über Schächte überwunden.

### Veranstaltungen
Jeweils am zweiten Wochenende im September findet zweitägig das sogenannte Stollenfest in Zusammenarbeit mit dem Musikverein Suggental statt. An diesen Tagen werden ganztägig Führungen durch die Grube angeboten.